# 岡山西大寺病院

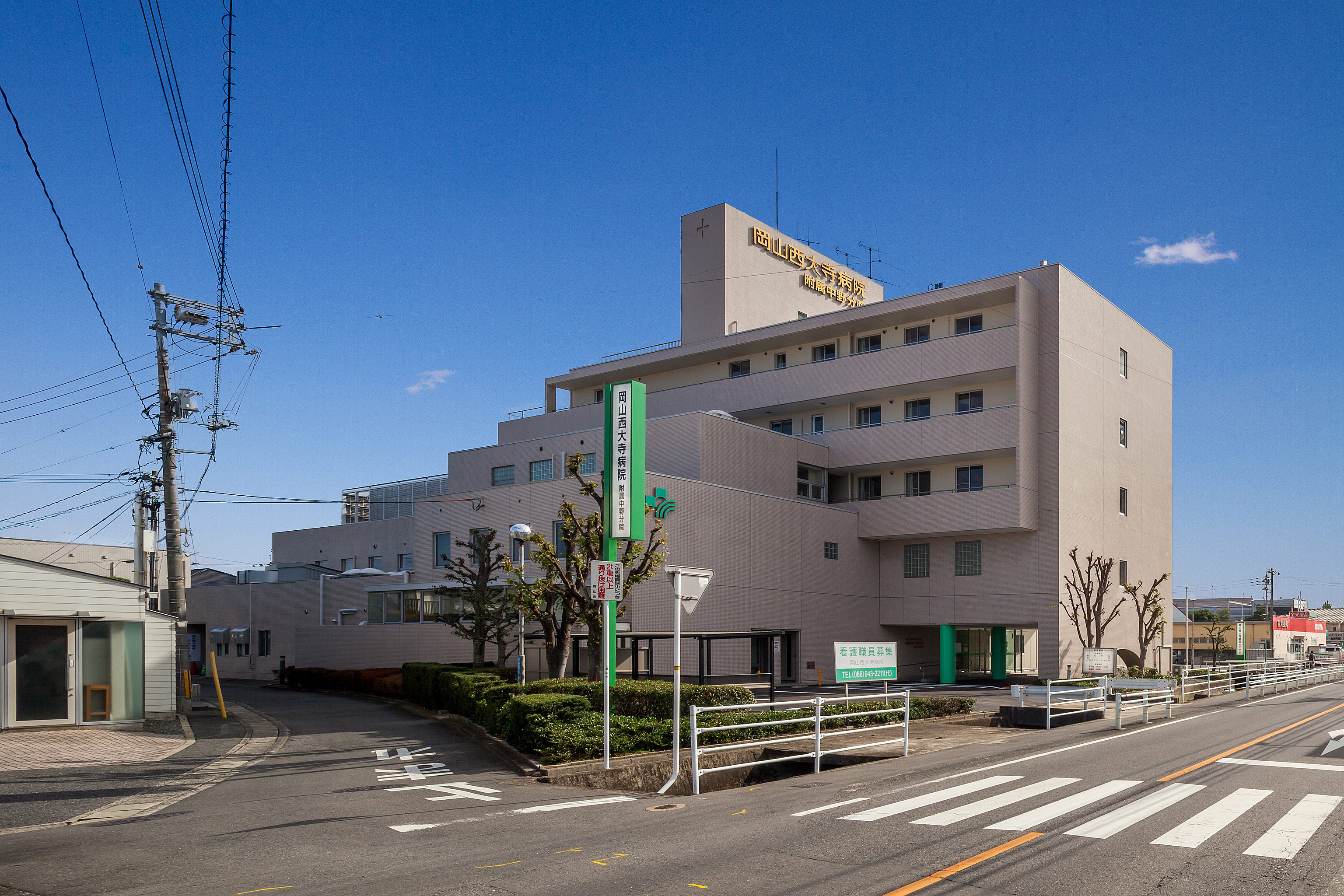
岡山市東区西大寺中野本町の旧病院
現在は附属中野分院として開院（2016年11月1日）

社会医療法人盛全会岡山西大寺病院（しゃかいいりょうほうじんせいぜんかいおかやまさいだいじびょういん）は、岡山県岡山市東区西大寺金岡東町にあり、社会医療法人盛全会が運営する病院である。岡山県災害拠点病院に指定されている。

## 沿革
- 1972年 - 西大寺整形外科病院として開設
- 1990年 - 医療法人盛全会として承認　岡山西大寺病院に変更
- 1994年 - 老人保健施設「日立養力センター」を開設
- 1995年 - 西大寺訪問看護サービスセンターを開設
- 2000年 - 西大寺居宅介護支援事業所開設
- 2002年 - 社会福祉法人正和会　設立
- 2005年 - 社会福祉法人正和会 けしごの里竣工
- 2011年 - 透析室設置、血液透析を開始
- 2012年4月12日 - 企業再生支援機構の支援を受け財務基盤を立直
- 2012年11月27日 - 電子カルテシステム導入
- 2013年1月7日 - 企業再生支援機構の支援を受け財務改善され、支援終了
- 2013年12月1日 - 岡山県より、社会医療法人に認可
- 2016年5月1日 - 金岡東町の野口商店跡地へ新築移転
- 2016年9月1日 - 透析室にてオンラインＨＤＦ開始
- 2016年11月1日 - 中野本町旧病院を附属中野分院として開院
- 2018年9月3日　-　6階療養病棟49床を急性期一般病棟へ変更
- 2023年3月31日 - 本院が新たに災害拠点病院に指定された[1]。

## 診療科
- 整形外科
- 外科
- 内科
- 形成外科
- リウマチ科
- 消化器内科
- 脳神経外科
- 心療内科
- 消化器外科
- 透析内科
- 肛門外科
- 皮膚科
- 乳腺外科
- 眼科
- リハビリテーション科

## 附属施設
- 岡山西大寺病院附属中野分院
- 西大寺訪問看護サービスセンター
- 西大寺居宅介護支援事業所
- 介護老人保健施設日立養力センター

## 周辺施設
- 国道2号
- 岡山県道177号九蟠中野線 - 病院の前を通っている
- 金光薬品岡山西大寺病院前店
- ハローズ西大寺店
- くすりのレディ西大寺店
- ザ・ダイソーハローズ西大寺店
- 東消防署 (岡山市)
- 東区役所
- 西大寺緑花公園
- 西大寺渡場郵便局
- 中電工西大寺営業所
- アップルウッド西大寺

## 交通アクセス
- JR西日本赤穂線西大寺駅
- 両備バス「金岡上」停留所
- 両備バス「岡山西大寺病院前」停留所